# Plummer (Minnesota)
Plummer é uma cidade localizada no estado americano de Minnesota, no Condado de Red Lake.

## Demografia
Segundo o censo americano de 2000, a sua população era de 270 habitantes.
Em 2006, foi estimada uma população de 261, um decréscimo de 9 (-3.3%).

## Geografia
De acordo com o United States Census Bureau tem uma área de
7,3 km², dos quais 7,3 km² cobertos por terra e 0,0 km² cobertos por água. Plummer localiza-se a aproximadamente 343 m acima do nível do mar.

## Localidades na vizinhança
O diagrama seguinte representa as localidades num raio de 28 km ao redor de Plummer.